# Herb powiatu garwolińskiego
Herb powiatu garwolińskiego – jeden z symboli powiatu garwolińskiego, ustanowiony 30 kwietnia 2002.

## Wygląd i symbolika
Herb przedstawia na tarczy w polu srebrnym smoka czerskiego, kroczącego w prawo, a pod nim cztery poziome, równoległe i tej samej szerokości pasy (kolejno od góry: czerwony, srebrny, czerwony i srebrny), będące częścią symboliki ziemi sandomierskiej.